# Green Gang
Green Gang is een Nederlandse rapgroep. Het bestaat voornamelijk uit Antilliaanse leden.
De rapformatie kwam vanaf 2009 vooral negatief in het nieuws nadat zij in verband werden gebracht met een aantal schietpartijen in de Bijlmer.

## Biografie
Greengang werd omstreeks 2008 opgericht door rappers Levinio "F.I." Ramazan, H.B, Xony en Broertje. In 2009 brachten zij hun eerste mixtape uit, EverGreen Mixtape Volume 1. In het jaar daarop verschenen de drie daaropvolgende delen. Op 1 juli 2011 kwam hun eerste studioalbum getiteld Green Magic: Flashbacks uit. Op het album van elf nummers was samengewerkt met onder anderen Priester, Keizer, Salah Edin, Adje, Hef en Kempi.
Het tweede album, Green Magic: We brengen hoop verscheen op 2 december 2011 en bevat 19 nummers. Hierop was samengewerkt met onder anderen Gio, Negativ, Keizer, Gikkels, Feis en Brace.

## Schietpartij en rechtszaken
Op 30 juli 2009 werden Ossi en F.I. veroordeeld tot 8 jaar cel, Germaine tot 6 jaar en JayJay tot 730 dagen jeugddetentie voor een grootschalige schietpartij op 17 februari op de parallelweg van de Bijlmerdreef in Amsterdam-Zuidoost. Daarbij zouden zij een Volkswagen Golf met 23 kogels hebben doorzeefd.
Eind december 2011 werd JayJay opgepakt wegens mishandeling van een Rotterdammer.
Deze mishandeling kwam omdat de Rotterdammer ook een rapper was genaamd JayJay. De mishandeling vond plaats bij de clipshoot van de rapper Keizer. Hij kwam op 30 oktober 2012 vrij. In april en mei 2012 zat Scarface twee keer een korte tijd vast. Begin juni 2012 werd ook Broertje opgepakt. JayJay maakte na zijn vrijlating bekend dat Broertje 9 jaar gevangenisstraf had gekregen wegens poging tot doodslag, maar de rechter verlaagde de straf van Broertje tot 6 jaar.
In 2017 werd rapper JayJay veroordeeld tot 14 jaar cel voor het medeplegen van de moord op Abderrahim Belhadj.

## Leden
- Osdairic Rudolphina (Ossie)
- Shayron Geertruide
- Bjorn Sno (Beu)
- Xony
- Levinio Ramazan (F.I.)
- Mario Cash
- Djaga Djaga
- Edelmar Felies (Scarface)
- Broertje (overleden 24 november 2023)
- Oshadix Dwedar
- Ebon-E
- JAH
- Yellow
- Dema G
- April
- Germaine Romero (Yurmaine)
- LE
- MBA
- H.B
- Swenny
- Jorr

## Discografie

### Mixtapes
- EverGreen Mixtape Volume 1 (2009)
- EverGreen Mixtape Volume 2 (2010)
- EverGreen Mixtape Volume 3 (2010)
- EverGreen Mixtape Volume 4 (2010)
- Straatremix 4 - The Green Edition (2013)

### Albums
- Green Magic: Flashbacks (2011)
- Green Magic: We brengen hoop (2010)
- Green Magic: Evergreen (2014)

## Prijzen
| Jaar | Prijs             | Categorie      | Muziek |
| ---- | ----------------- | -------------- | ------ |
| 2011 | State Awards 2011 | 101 Barz Award |        |